# Satyre puant
Phallus impudicus
Espèce
Phallus impudicus, le satyre puant, ou phallus impudique,,, parfois nommé morille du diable , fausse morille (verte) ou œuf du Diable à l'état jeune, est une espèce de champignons basidiomycètes de la  famille des phallacées.
À l'état adulte, il évoque la forme d'un pénis en érection, d'où son nom — inchangé depuis Linné, ce qui est rarissime en mycologie — et, comme la plupart des Phallales, dégage une odeur putride de cadavre en putréfaction (odeur due à la libération de deux composés sulfurés, le diméthyldisulfure et le diméthyltrisulfure), ce mimétisme olfactif lui permettant d'attirer les insectes nécrophages qui dispersent ses spores principalement par zoochorie.

## Description
- Œuf : dans son premier stade, le phallus se présente sous forme d'un œuf oblong, ou d'une vesse, de 3 à 6 cm, enterré puis au ras du sol et prolongé par un long cordon mycélien. À la coupe, l'œuf montre plusieurs couches en allant vers le centre : d'abord une enveloppe externe, le péridium, puis une épaisse couche translucide et gélatineuse, puis une couche plus foncée et plus dense, la future gléba, et enfin au centre, un corps blanc, le futur stipe.
- Chapeau : 3 à 4 cm, conique, tronqué au sommet par un petit cercle, alvéolé et blanc, mais entièrement recouvert au début d'une gléba vert-olive à noirâtre. Celle-ci attire les mouches qui l'emportent, disséminent ainsi les spores et mettent à nu les alvéoles blanches.
- Pied : 10 à 20 cm sur 2 à 4 cm de diamètre, allongé et s'amincissant graduellement vers le haut, blanc, alvéolé, creux, caverneux et fragile - il s'affaisse fréquemment au bout de quelques jours. Il est chaussé d'une volve, reste de l'œuf éclaté.
- Chair : blanche et poreuse, inodore en elle-même. En revanche la gléba, tant qu'elle est présente, répand une odeur pestilentielle de cadavre que l'on sent à plusieurs mètres à la ronde avant même d'avoir aperçu le champignon.

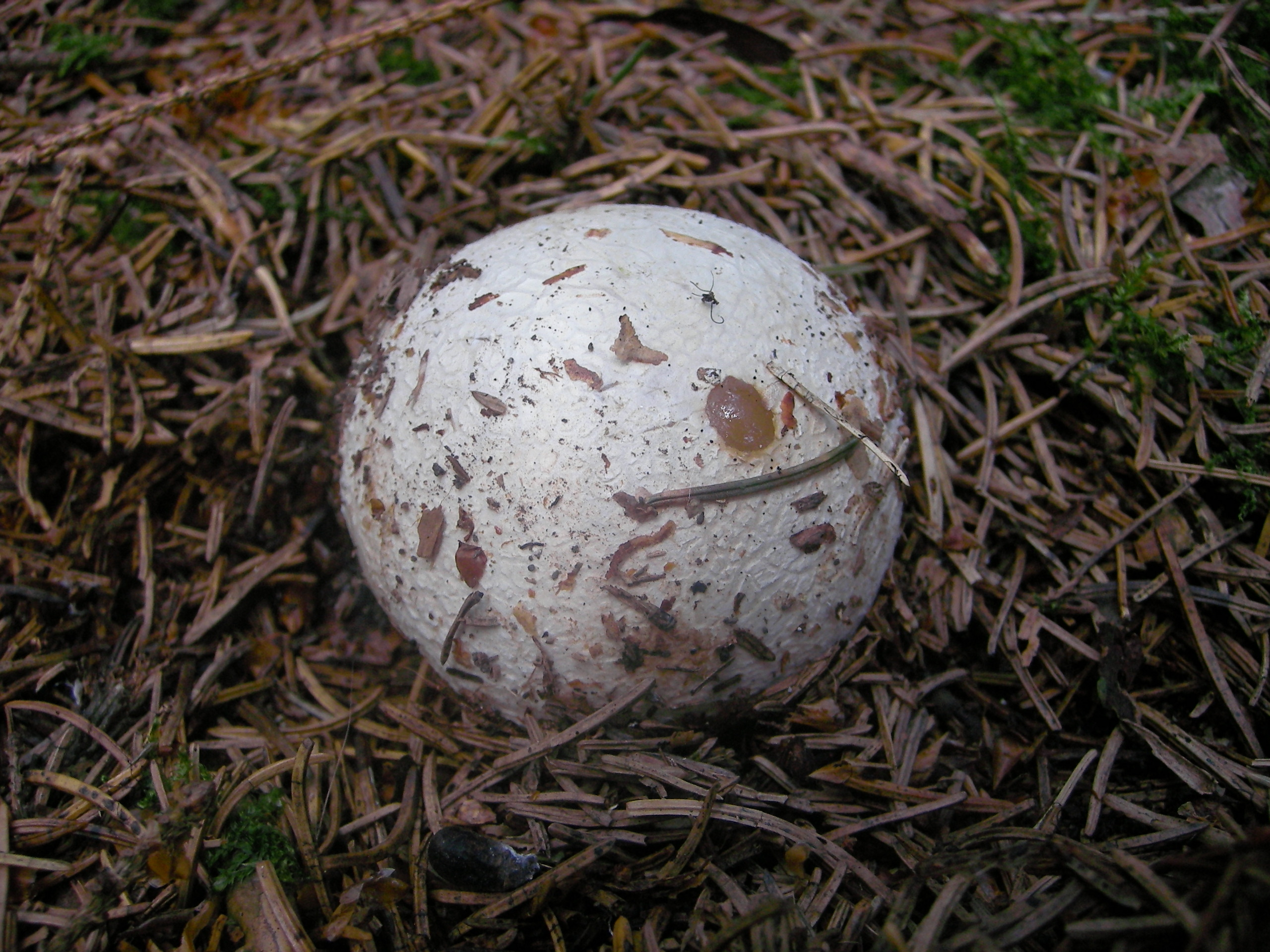
« Œuf » de Phallus impudicus
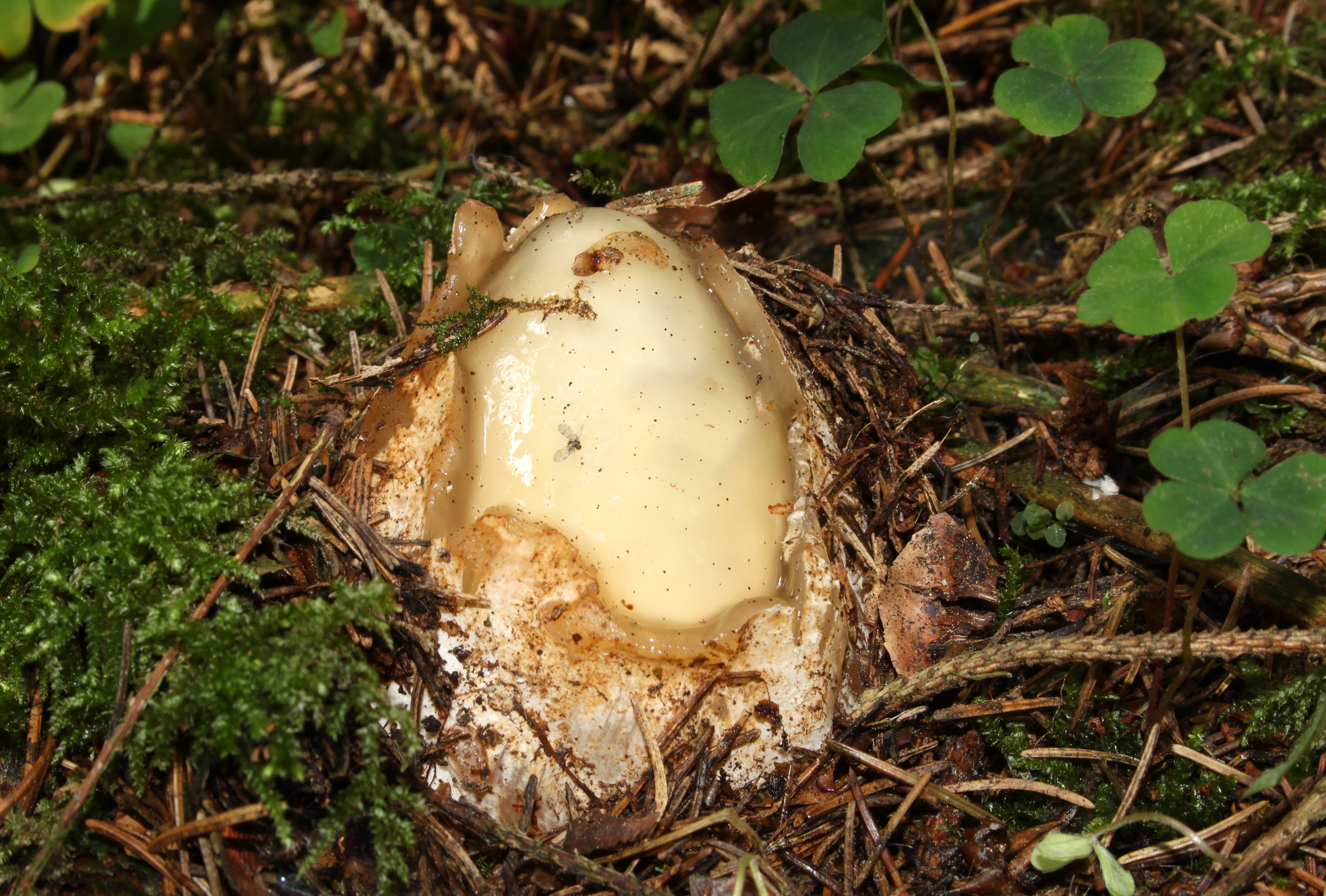
« Œuf » de Phallus impudicus à un stade plus avancé
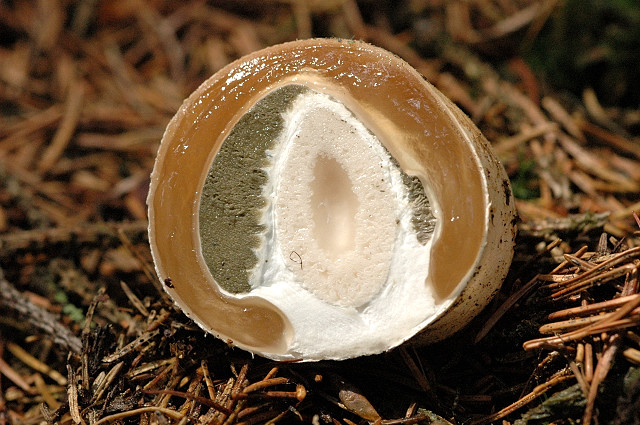
« Œuf » en coupe
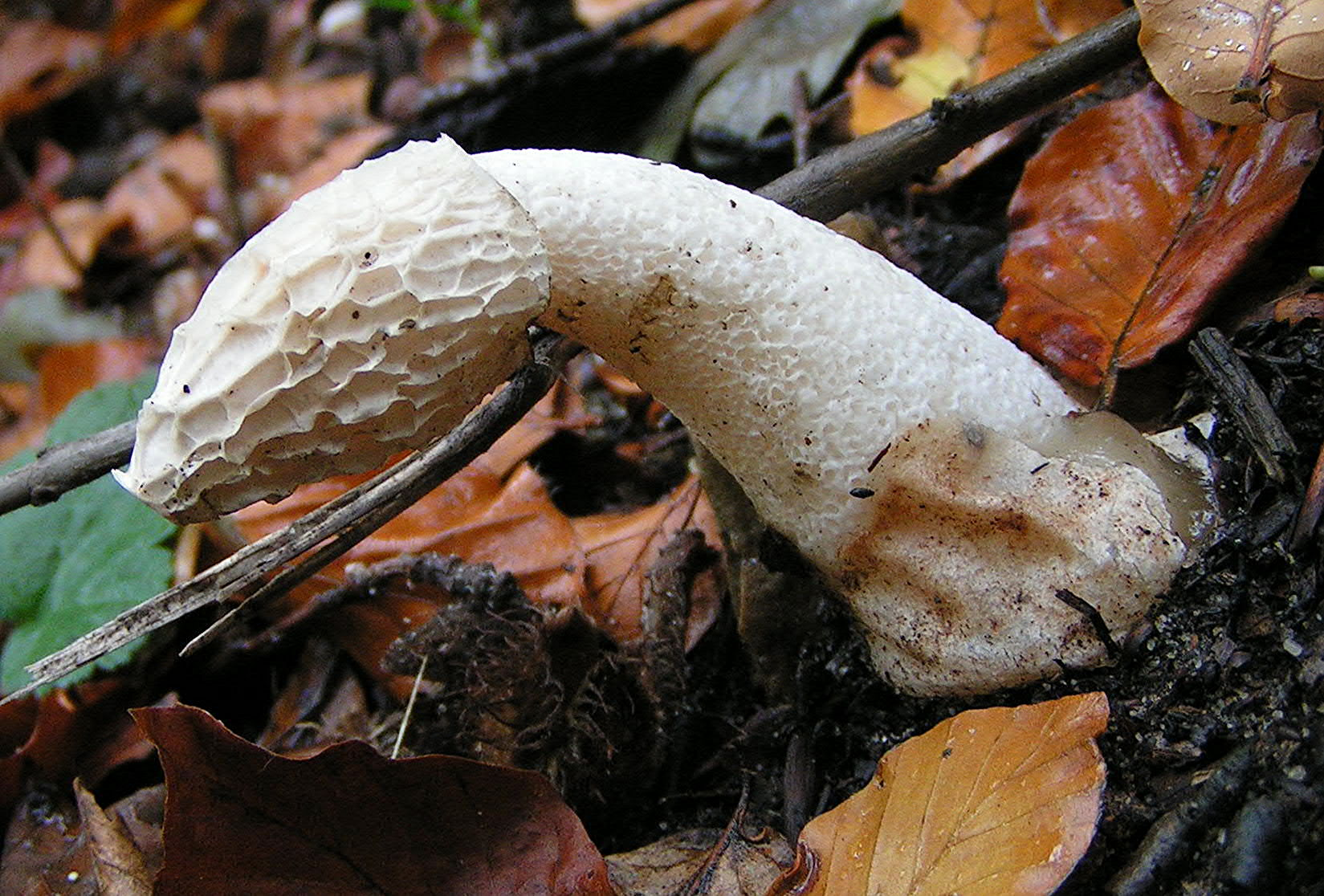
Chapeau dénudé et pied affaissé de phallus

## Habitat
Commun dans tout l'hémisphère nord, Phallus impudicus se développe en Europe de la fin du printemps à l'automne, tant dans les bois de feuillus que de résineux, le plus souvent aux alentours des vieilles souches mais aussi, exceptionnellement sur vieilles souches ou troncs en décomposition.

## Comestibilité
L'œuf, débarrassé de sa gélatine, est comestible cru, par exemple en salade, et son goût se situe entre celui du radis et du raifort. Il est surtout consommé en Extrême-Orient. Une fois le champignon développé, son odeur de charogne proscrit toute utilisation culinaire.

## Espèces proches et confusions possibles
Parmi les éléments composant le champignon, seul l'« œuf » peut éventuellement être confondu avec une vesse-de-loup ou avec le chapeau d'une amanite. On peut cependant différencier ces deux à la coupe d'une couche gélatineuse.
Le genre Phallus comprend de nombreuses autres espèces ; Mutinus est un genre proche de phallacées, souvent de taille inférieure. Il comprend entre autres le satyre des chiens (Mutinus caninus) et le Satyre élégant (Mutinus elegans).

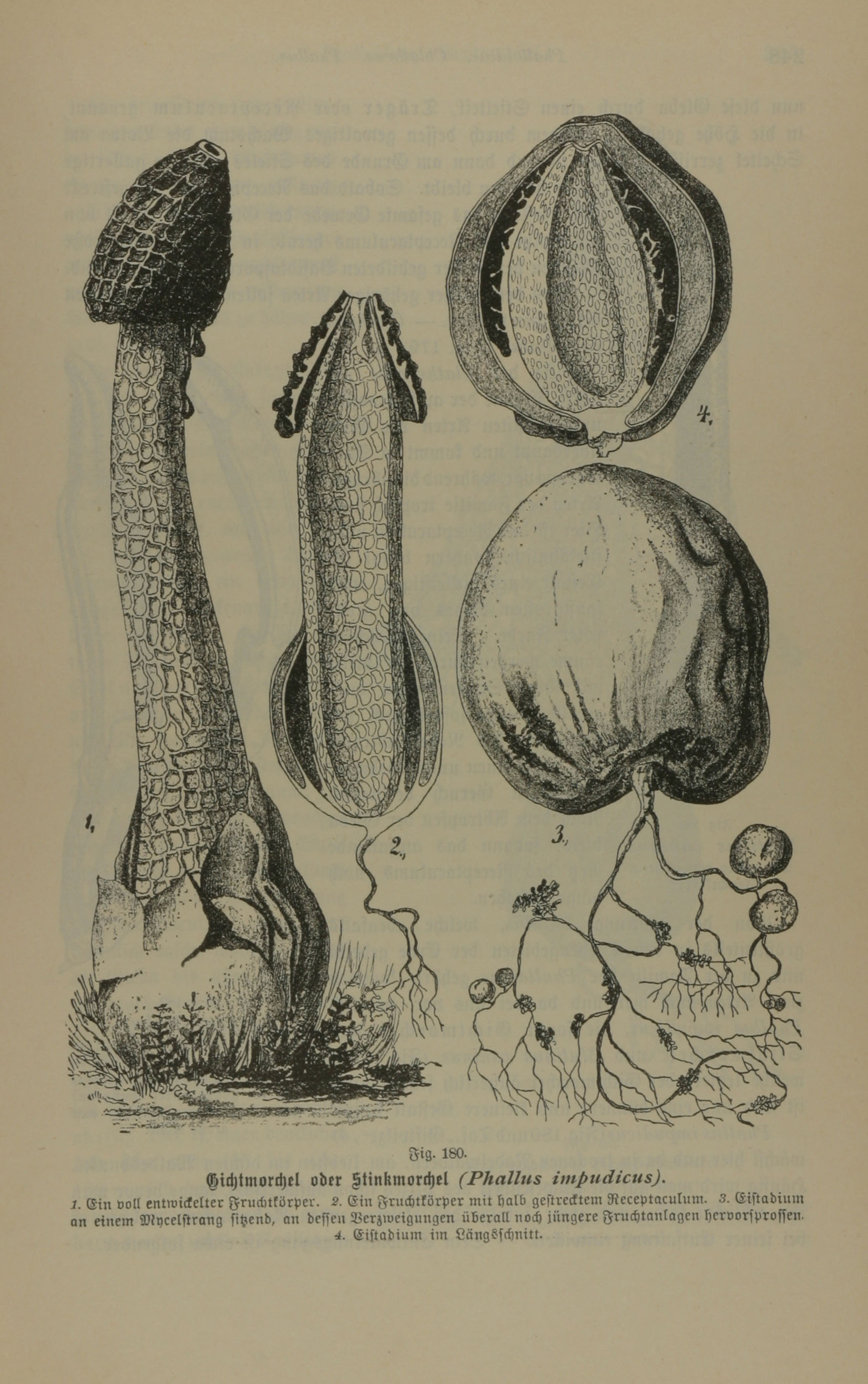
Phallus impudicus à divers stades de croissance et en coupe (E. Gilg and K. Schumann, Das Pflanzenreich. Hausschatz des Wissens, vers 1900)